# La Barranca, delstaten Mexiko
La Barranca är en ort i Mexiko, tillhörande kommunen Almoloya de Alquisiras i den nordvästra delen av delstaten Mexiko, i den centrala delen av landet. Orten hade 123 invånare vid folkräkningen 2010.